# 顺天 (董昌)
顺天（或作大圣、天册、天圣，895年二月-896年五月）是唐朝浙东节度使董昌所用的年号，共计2年。
该年号《旧唐书》称“大圣”，《新唐书》称“天册”。罗隐《吴越行营露布》认为应作顺天，其印文也是“顺天治国之印”。李兆洛《纪元编》作“大圣”，注曰：“《会稽录》一作天圣，乾宁元年改。”其“顺天”注云：“一作天册，乾宁二年二月改。”

## 纪年
| 顺天 | 元年  | 二年  |
| 公元 | 895年 | 896年 |
| 干支 | 乙卯  | 丙辰  |

## 參看
- 中国年号列表
- 其他政权使用的顺天年号
- 同期存在的其他政权年号
  - 乾寧（894年正月至898年八月）：唐昭宗的年号
  - 寬平（889年四月二十七日至898年四月二十六日）：平安時代宇多天皇、醍醐天皇之年號
  - 嵯耶（889年至897年）：南詔領袖隆舜之年號